# Ligamento condrocostoclavicular
El ligamento condrocostoclavicular es el verdadero ligamento de la articulación esternoclavicular. Es sólido y funcional, está situado lateralmente a la articulación. Romboidal por su forma, sus fascículos unen la clavícula al primer cartílago costal, ocupando los tres cuartos laterales del cartílago y, en la mayoría de los casos, hasta la extremidad medial de la primera costilla. Desde ese punto se dirigen oblicuos hacia arriba y lateralmente para insertarse en la cara inferior de la clavícula, determinando rugosidades y hasta una fosa transversal. Estas fibras se disponen en dos planos: uno anterior que prolonga medialmente la vaina del músculo subclavio, y un plano posterior, más resistente.